# Zinc-mélantérite
La zinc-mélantérite est un minéral de la classe des sulfates, qui appartient au groupe de la mélantérite. Il a été nommé d'après sa teneur en zinc et sa relation avec la mélantérite.

## Caractéristiques
La zinc-mélantérite est un sulfate de formule chimique (Zn,Cu,Fe2+)SO4·7H2O. Elle cristallise dans le système monoclinique, et elle se trouve habituellement sous forme massive ou colonnaire en cristaux microscopiques. Sa dureté sur l'échelle de Mohs est de 2. Elle se déshydrate facilement dans les conditions ambiantes.

## Classification
Selon la classification de Nickel-Strunz, la zinc-mélantérite appartient à "07.CB : Sulfates (séléniates, etc.) sans anions additionnels, avec H2O, avec des cations de taille moyenne", avec les minéraux suivants : dwornikite, gunningite, kiesérite, poitevinite, szmikite, szomolnokite, cobaltkiesérite, sandérite, bonattite, aplowite, boyléite, ilésite, rozénite, starkeyite, drobecite, cranswickite, chalcanthite, jôkokuite, pentahydrite, sidérotile, bianchite, chvaleticéite, ferrohexahydrite, hexahydrite, moorhouséite, nickelhexahydrite, retgersite, biebérite, boothite, mallardite, mélantérite, alpersite, epsomite, goslarite, morénosite, alunogène, méta-alunogène, aluminocoquimbite, coquimbite, paracoquimbite, rhomboclase, kornélite, quenstedtite, lausénite, lishizhénite, römerite, ransomite, apjohnite, bilinite, dietrichite, halotrichite, pickeringite, redingtonite, wupatkiite et méridianiite.

## Formation et gisements
Le matériau type utilisé pour déterminer l'espèce a été trouvé dans deux endroits du comté de Gunnison, dans l'état nord-américain du Colorado : la mine Good Hope et la mine Vulcan. Elle a également été décrite en Argentine, en Grèce, en Iran, en Chine et au Japon.